# Bibern SO
| SO ist das Kürzel für den Kanton Solothurn in der Schweiz. Es wird verwendet, um Verwechslungen mit anderen Einträgen des Namens Bibern zu vermeiden. |

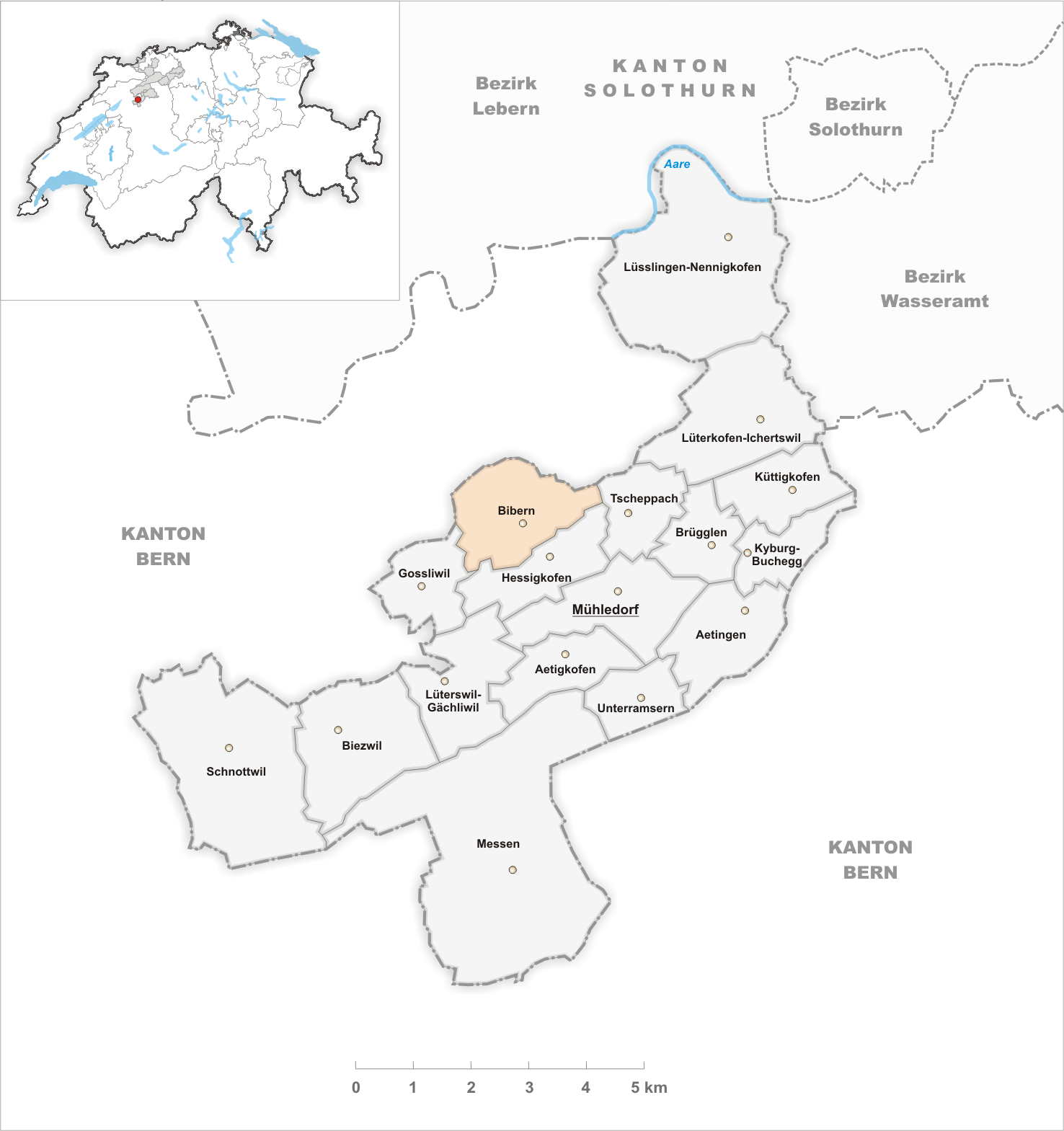
Gemeindestand vor der Fusion am 1. Januar 2014

Bibern ist ein Dorf in der Gemeinde Buchegg im Schweizer Kanton Solothurn.
Bis am 31. Dezember 2013 war es eine eigene Einwohnergemeinde. Am 1. Januar 2014 fusionierte Bibern mit den damaligen Gemeinden Aetigkofen, Aetingen, Brügglen, Gossliwil, Hessigkofen, Küttigkofen, Kyburg-Buchegg, Mühledorf und Tscheppach zur neuen Gemeinde Buchegg.

## Geographie
Bibern liegt auf 512 m ü. M., 9 km südwestlich des Kantonshauptortes Solothurn (Luftlinie). Das Haufendorf erstreckt sich in der breiten Talmulde des Biberenbaches im Zentrum der Höhen des Bucheggbergs, im Solothurner Mittelland.
Die Fläche des 3,0 km² grossen Gemeindegebiets umfasst einen Abschnitt der Molassehöhen des Bucheggberges. Der zentrale Teil des Gebietes wird von der rund 400 m breiten Talebene des Biberenbaches eingenommen, der nach Nordosten zur Emme fliesst. Südlich des Biberentals wird am Hang des Hochplateaus von Hessigkofen mit 590 m ü. M. die höchste Erhebung von Bibern erreicht. Nach Norden erstreckt sich der Gemeindeboden über die Anhöhe des Usserwaldes (572 m ü. M.) in die Senke des Mooses, das durch den Lochgraben zum Biberenbach entwässert wird. Im Nordosten reicht der Gemeindebann bis an den Rand des Leuzigenwaldes. Von der Gemeindefläche entfielen 1997 7 % auf Siedlungen, 29 % auf Wald und Gehölze, 63 % auf Landwirtschaft und rund 1 % war unproduktives Land.
Zu Bibern gehören einige Einzelhöfe.

## Bevölkerung
Mit 247 Einwohnern (Stand 31. Dezember 2013) gehörte Bibern zu den kleinen Gemeinden des Kantons Solothurn. Von den Bewohnern sind 98,2 % deutschsprachig, 1,4 % spanischsprachig und 0,5 % sprechen Polnisch (Stand 2000). Die Bevölkerungszahl von Bibern belief sich 1850 auf 222 Einwohner, 1900 auf 235 Einwohner. Im Verlauf des 20. Jahrhunderts pendelte die Bevölkerungszahl stets im Bereich zwischen 180 und 230 Einwohnern.

## Wirtschaft

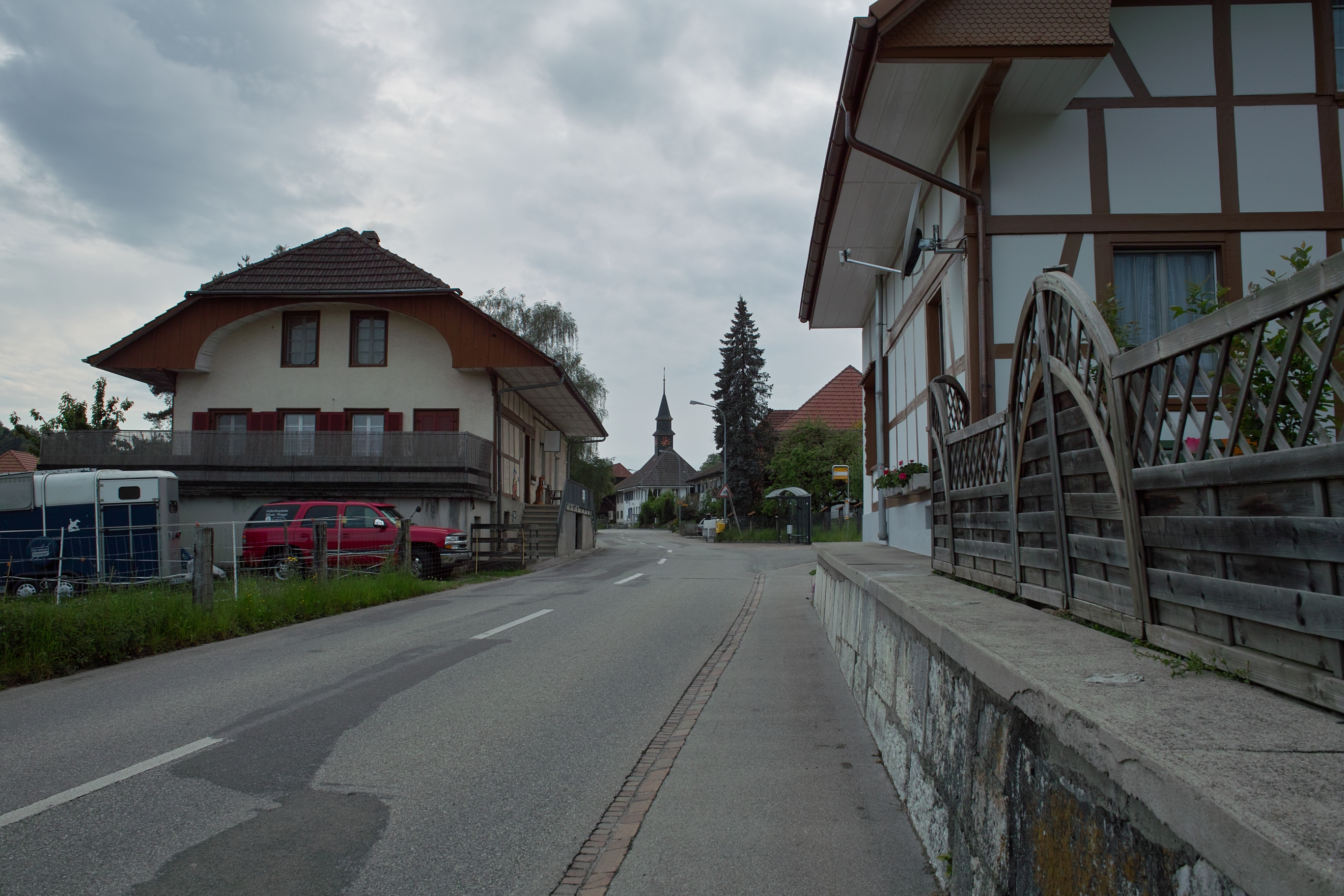
Im Zentrum von Bibern

Bibern war bis in die zweite Hälfte des 20. Jahrhunderts ein vorwiegend durch die Landwirtschaft geprägtes Dorf. Durch die Melioration des Biberntals und des Mooses vor 1836 wurde wertvolles Kulturland gewonnen. In Bibern gab es früher mehrere Gerbereien und eine Ölmühle. Noch heute haben der Ackerbau und der Obstbau sowie die Viehzucht einen wichtigen Stellenwert in der Erwerbsstruktur der Bevölkerung. Weitere Arbeitsplätze sind im lokalen Kleingewerbe und im Dienstleistungssektor vorhanden. In Bibern sind Betriebe des Baugewerbes, der Informatik und eine Schreinerei vertreten. In den letzten Jahrzehnten hat sich das Dorf auch zu einer Wohngemeinde entwickelt. Viele Erwerbstätige sind deshalb Wegpendler, die hauptsächlich in den Regionen Solothurn und Grenchen arbeiten.

## Verkehr
Die Gemeinde liegt abseits der grösseren Durchgangsstrassen an einer Verbindungsstrasse von Lohn-Ammannsegg durch das Biberntal nach Oberwil bei Büren. Der nächste Anschluss an die Autobahn A5 befindet sich rund 6 km vom Ortskern entfernt. Durch einen Postautokurs, welcher die Strecke vom Bahnhof Lohn-Lüterkofen nach Schnottwil bedient, sowie durch den Rufbus Bucheggberg ist Bibern an das Netz des öffentlichen Verkehrs angeschlossen.

## Geschichte
Das Gemeindegebiet von Bibern war schon früh besiedelt, was durch einzelne Funde aus dem Neolithikum und der Römerzeit nachgewiesen werden konnte. Die erste urkundliche Erwähnung des Ortes erfolgte 1366 unter dem Namen Bibron; von 1368 ist die Bezeichnung Bibren überliefert. Namenforscher leiten den Namen tatsächlich vom Tier Biber ab.
Seit seiner ersten Nennung unterstand Bibern der Herrschaft Buchegg, die Teil der Landgrafschaft Burgund war, 1391 von Solothurn erworben und zur Vogtei Bucheggberg umgewandelt wurde. Bis 1798 lag die hohe Gerichtsbarkeit beim bernischen Landgericht Zollikofen, während Solothurn mit dem Gerichtsort Aetingen die niedere Gerichtsbarkeit ausübte. Nach dem Zusammenbruch des Ancien Régime (1798) gehörte Bibern während der Helvetik zum Distrikt Biberist und ab 1803 zum Bezirk Bucheggberg. Bibern besitzt keine eigene Kirche, es gehört zur Pfarrei Oberwil bei Büren.

## Wappen
Blasonierung
In Rot schrägrechter gelber gewellter Balken, begleitet, oben von grünem Eichzweig mit zwei gelben Früchten, unten von gelber fünfblättriger Rose mit grünen Kelchblättern
Die Rose spielt auf das Wappen der Grafen von Buchegg an.